# Mylochromis ensatus
Mylochromis ensatus es una especie de peces de la familia Cichlidae en el orden de los Perciformes.

## Morfología
Los machos pueden llegar alcanzar los 20,7 cm de longitud total.

## Hábitat
Vive en zonas de clima tropical entre 15-23 m de profundidad.

## Distribución geográfica
Se encuentran en África: lago Malawi.